# Yūto Totsuka
Yūto Totsuka (戸塚 優斗, Totsuka Yūto), né le 27 septembre 2001 à Kanagawa-ku, est un snowboardeur japonais.

## Palmarès

### Championnats du monde
- Park City - Mondiaux 2019  :
  -  Médaillé d'argent en half-pipe.
- Aspen - Mondiaux 2021  :
  -  Médaillé d'or en half-pipe.
- Engadine - Mondiaux 2025 :
  -  Médaillé de bronze en half-pipe.

### Coupe du monde
- 2 petits globe de cristal :
  - Vainqueur du classement half-pipe en 2018 et 2019.
  - (Vainqueur du classement half-pipe 2021 sans petit globe de cristal décerné avec seulement deux épreuve).
- 21 podiums dont 8 victoires.

| Saison / Épreuve | Half-pipe                |
| ---------------- | ------------------------ |
| 2017-2018        | Cardrona                 |
| 2018-2019        | Calgary Mammoth Mountain |
| 2019-2020        | Mammoth Mountain         |
| 2020-2021        | Laax Aspen               |
| 2023-2024        | Mammoth Mountain         |
| 2024-2025        | Secret Garden            |